# مشروع القانون المفتوح
مشروع القانون المفتوح هو مشروع لمركز بركمان للإنترنت والمجتمع في كلية هارفرد للقانون. يهدف المشروع إلى إصدار المرافعات القانونية تحت تراخيص الحقوق المتروكة، في سبيل تشجيع تطوير وتحسين هذه المرافعات.

## وصلات خارجية
- مشروع القانون المفتوح